# CCD-Winkel

CCD-Winkel

Der CCD-Winkel (Abkürzung für Centrum-Collum-Diaphysen-Winkel) beschreibt den Winkel zwischen dem Hals und dem Schaft des Oberschenkelknochens.
Die Bestimmung des projizierten CCD-Winkels erfolgt am klassischen Röntgenbild (anterior-posterior) beider Hüftgelenke. Es handelt sich nur um den projizierten Winkel und nicht um den eigentlichen Winkel, da es sich durch die gleichzeitig bestehende Antetorsion des Schenkelhalses (Norm 12°), nicht um den tatsächlichen anatomisch (z. B. an einem Skelett oder während einer Operation) nachweisbaren Winkel handelt.
Der Grund liegt in der zweidimensionalen Abbildung einer eigentlich dreidimensionalen Struktur durch das Röntgenbild. Da die Hüfte in Antetorsion steht und diese eine Vergrößerung des Winkels verursacht, ist der röntgenologisch gemessene Winkel stets größer als der reelle. Durch Außenrotation der Hüfte, also durch Verstärkung der Antetorsion, vergrößert sich dieser Winkel noch weiter.
Daher können auch Aufnahmen in leichter Innenrotation durchgeführt werden, um den annähernd reellen Winkel zu bestimmen. Dazu wird das Bein so weit nach innen gedreht, bis der große Rollhügel (Trochanter major) außen am stärksten prominent tastbar ist, analog der klinischen Untersuchung der Antetorsionsstellung.

## Bestimmung
Zur genauen Bestimmung des CCD-Winkels wird auf einem Röntgenbild des Hüftgelenks in der Frontalebene, einer „a.p.“-Aufnahme, ein Kreis um das Femurkopfzentrum gezogen, welcher die mediale und die laterale Femurhalskontur schneidet. Diese Schnittpunkte werden verbunden; die Linie durch die Mitte dieser Verbindungslinie und das Femurkopfzentrum entspricht der Femurhalsachse.
Zur Bestimmung der Femurschaftachse werden unterhalb des Trochanter minor zwei Querdurchmesser des Schaftes eingezeichnet. Die Verbindungslinie durch die Mittelpunkte dieser ergibt die Schaftachse.
Um den reellen, also tatsächlich vorliegenden Winkel annähernd zu bestimmen, behilft man sich einer Tabelle (Müller aus dem Jahr 1957), mit deren Hilfe man anhand der bestimmten projizierten Werte für CCD-Winkel und Antetorsionswinkel die jeweils reellen Werte mit einer Fehlerquote von ca. 5 % bestimmen kann.
Die Bestimmung des projizierten Antetorsionswinkels erfolgt hier in der Rippstein-Aufnahme mit einer Stellung des Hüftgelenks in 90° Flexion und 20° Abduktion.

## Normwerte
Normwerte projizierter Centrum-Collum-Diaphysen-Winkel
- Neugeborene 140°–150°
- Erwachsene 125° (120–135°)
- <120° Coxa vara
- >140° Coxa valga

Normwerte projizierter Antetorsionswinkel
- Neugeborene 30–40°
- Erwachsene: ca. 12°
- <10° Coxa retrotorta
- >20° Coxa antetorta